# Juazeiro do Piauí
Pour les articles homonymes, voir Juazeiro.
Juazeiro do Piauí est une municipalité brésilienne située dans l'État du Piauí.